# 蔫録
『蔫録』（えんろく）は、蘭学者・医者の大槻玄沢が編纂した、たばこの研究書。「蔫」は臭いのある草という意味である。

## 概要
1809年（文化6年）に玄沢の蘭学塾、芝蘭堂の私家版として出版された。3冊の本で構成される。
その草稿には天明年間（1781年 - 1789年）末に成立した2冊本と、寛政年間（1789年 - 1801年）末に成立した3冊本の2種類がある。
内容は、喫煙文化の興りの考察、たばこの栽培法や名産地、葉たばこの加工、たばこの医学的用法と副作用、過度の摂取に対する処置、喫煙具、たばこ礼賛の詩歌、その他である。
版本に登場する喫煙具図の多くが寛政末の草稿から描かれている。オランダの喫煙具、前野良沢・中川淳庵・大黒屋光太夫・小市のパイプ、水煙具、水口煙管等、多くの喫煙具が解説されている。
和書、漢書、洋書の70余種の文献を参考に記述されていて、それらの参考文献には、日本の書物では新井白石の 『采覧異言』 や西川如見の『華夷通商考』  等が、蘭書ではドドネウス、ショメール等の著書がみられる。たばこの薬効については否定的で、呼吸器系等に悪影響があると述べている。
1802年（享和2年）、江戸幕府が撰した法令集の『類集撰要』 によれば、「たばこ自体は日常の品であるが、幕府でも用いないような品まで詳細に解説している」という理由で一度出版禁止されたという記録がある。